# Fränsta IBK

Fränsta IBK är en svensk innebandyklubb från Fränsta som bildades 1992 som har ca . 200 aktiva. Säsongen 2009/2010 spelar herrlaget i div. 3 och damlaget i div.2. Säsongen 2010/2011 spelade damerna i division 1 näst högsta serien i Sverige. Numera finns inte klubben kvar utan innebandy går under Fränsta IK

## Spelare som representerat Fränsta IBK
- Andreas Lindqvist ( Numera i Sundsvall FBC Allsvenskan)